# Сенат Північних Маріанських Островів

Печатка законодавчої влади

Сенат Північних Маріанських Островів (англ. Northern Mariana Islands Senate) — верхня палата парламенту Північних Маріанських островів. Нижньою палатою є Палата представників Північних Маріанських островів. Сенат складається з дев'яти членів, які представляють три сенатські округи (Рота, Тініан і Агіян, Сайпан і Північні острови).
У поточному 24-му скликанні чотири сенатори належать до Республіканської партії та два до Демократичної партії; три члени сенату є незалежними. Президентом сенату є Денніс Мендіола з Республіканської партії, а його віце-президентом є Карл Кінг-Наборс, також з Республіканської партії.